# جان كلود فرناندس
جان كلود فرناندس (بالفرنسية: Jean-Claude Fernandes)‏ هو مدرب كرة قدم ولاعب كرة قدم فرنسي في مركز الوسط، ولد في 8 نوفمبر 1972 في لوجيمو في فرنسا. لعب مع إي أس نانسي وباريس سان جيرمان ونادي شاتورو.

## وصلات خارجية
- جان كلود فرناندس على موقع قاعدة بيانات كرة القدم.إي يو (الإنجليزية)